# قشلاق تومار صادق محرم (مقاطعة بيله سوار)
قشلاق تومار صادق محرم (بالفارسية: قشلاق تومارصادق محرم) هي منطقة سكنية تقع في إيران في أردبيل.